# لیک ساید (مینه‌سوتا)
لیک ساید (به انگلیسی: Side Lake) یک منطقهٔ مسکونی در ایالات متحده آمریکا است که در French Township واقع شده‌است. لیک ساید ۷۰ نفر جمعیت دارد و ۴۲۷٫۰۳ متر بالاتر از سطح دریا واقع شده‌است.